# 塞羅戈多縣 (愛阿華州)
塞羅戈多縣（英語：Cerro Gordo County）是美國愛阿華州北部的一個縣。面積1,490平方公里。根據美國2000年人口普查，共有人口46,447人。縣治梅森城 （Mason City）。
成立於1851年1月15日，縣政府成立於1855年12月29日。縣名紀念美墨戰爭中塞羅戈多之役。